# Okenia pulchella
Okenia pulchella är en snäckart som beskrevs av Joshua Alder och Hancock 1854. Okenia pulchella ingår i släktet Okenia och familjen Goniodorididae. Arten är reproducerande i Sverige. Inga underarter finns listade i Catalogue of Life.